# Schizocosa serranoi
Schizocosa serranoi är en spindelart som först beskrevs av Mello-Leitao 1941. 
Schizocosa serranoi ingår i släktet Schizocosa och familjen vargspindlar. Inga underarter finns listade i Catalogue of Life.